# 75-мм горная пушка М15
75-мм горная пушка Шкода М15 (нем. Skoda 7,5 см Gebirgskanone M. 15) — горная пушка, использовавшейся армией Австро-Венгрии в Первую мировую войну. На немецкой службе она была известна как 7,5 см GebK 15. На службе у итальянцев они назывались Obice da 75/13. В вермахте эти орудия, захваченные после выхода Италии из войны в 1943 году, обозначили как 7,5 см GebK 259 (i).

## История
Австро-венгерское военное руководство уделяло особое внимание развитию горной артиллерии. Причиной тому были особенности географического расположения страны, значительную часть которой составляли горы и пересечённая местность. Из-за того, что горные районы в значительной мере располагались в приграничных районах империи, то вероятность боевых действий на такой местности была велика. Подобный расклад требовал наличия горно-стрелковых частей, для поддержки которых была остро необходима горная артиллерия.
Первым образцом австрийской горной артиллерии стала разработанная на заводе Skoda 66-мм пушка М75 (нем. 7 cm Gebirgskanone M 75). Орудие было малогабаритным и лёгким, но уже на момент принятия на вооружение в 1875 году было устаревшим, так как имело бронзовый ствол и не имело противооткатного устройства.
На смену М75 пришла пушка М 99 калибра 72,5 мм, снабжённая пружинным тормозом отката в станине. Однако конструкция оказалась малоэффективной и не обеспечивала надёжной стабилизации пушки на огневой позиции. Тем не менее к началу Первой мировой войны М 99 являлась основным типом орудия в императорско-королевской горной артиллерии и состояла на вооружении двадцати батарей.
Попытки модернизации М99 не дали положительных результатов, а пушка М12, разработанная в рамках конкурса на горное орудие для Русской армии, хоть и имела экспортный успех, но была слишком тяжёлой (для её транспортировки на вьюках требовалось 7 лошадей.

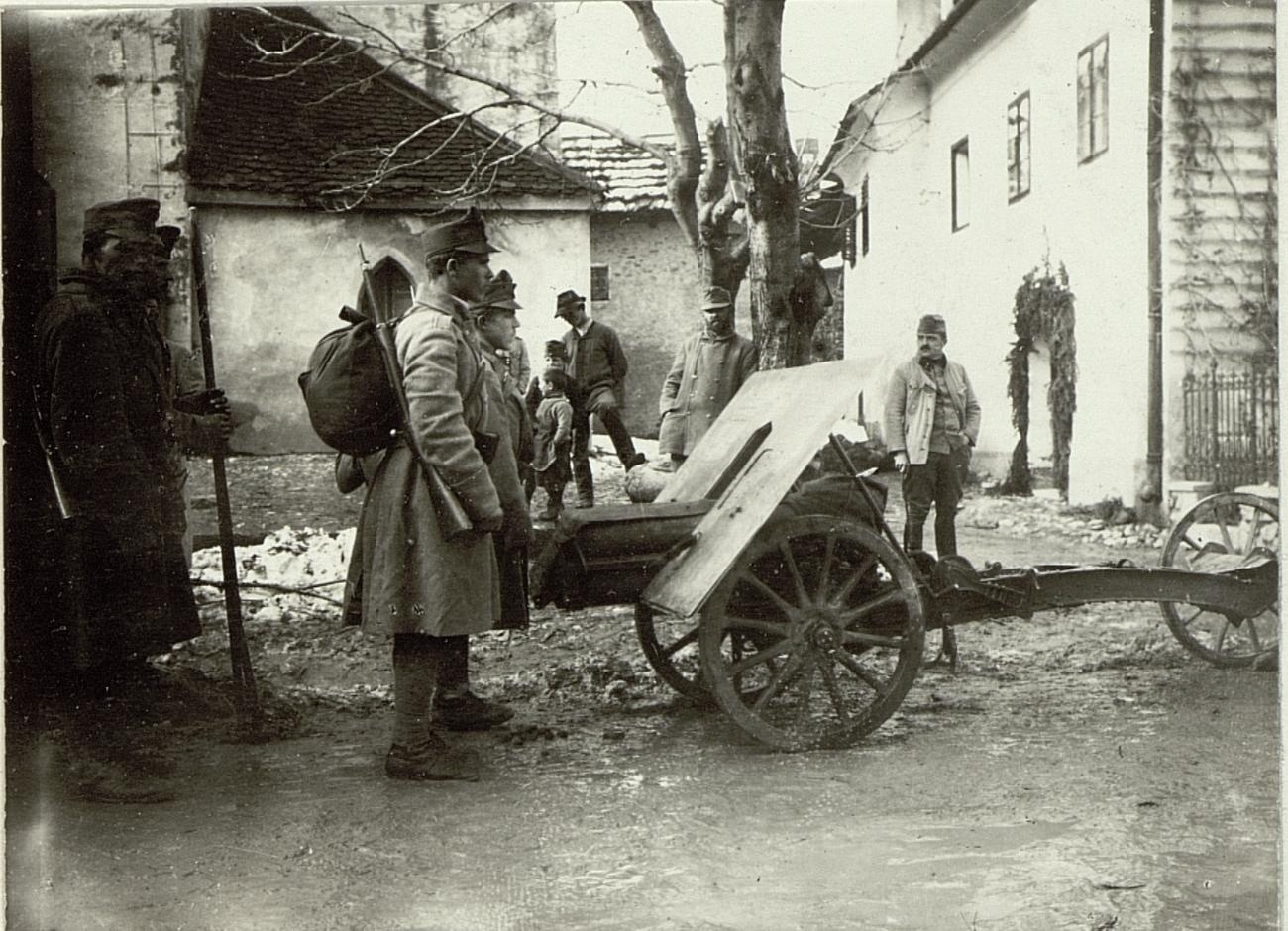
Австрийские солдаты и 7,5 см GebK 15

В начале 1914 года завод Skoda начал разработку нового горного орудия, впоследствии принятого на вооружение под обозначением 7,5 cm Gebirgskanone M 15. Выпуск орудий начался в 1915 году, но изначально вёлся неспешными темпами — до конца года сдали всего 250 единиц, что затянуло перевооружение частей австро-венгерской горной артиллерии до середины 1916 года. Пушки изготавливались на заводе Skoda в Пльзени, позже к нему подключился филиал этой фирмы в венгерском городе Дьёр. До ноября 1918 года завод в Пльзени изготовил 2044 орудия 7,5 cm Gebirgskanone M 15 (324 — в 1915 году, 620 — в 1916, 860 — в 1917, 240 — в 1918), завод в Дьёре сдал в общей сложности 220 пушек..
Орудие активно поставлялось заграницу: 144 пушки поставили в Турцию, 124 — в Болгарию. Несколько десятков М 15 приобрела Германия, применявшая пушки в несвойственной им роли пехотного орудия, укомплектовав ими 17 батарей.

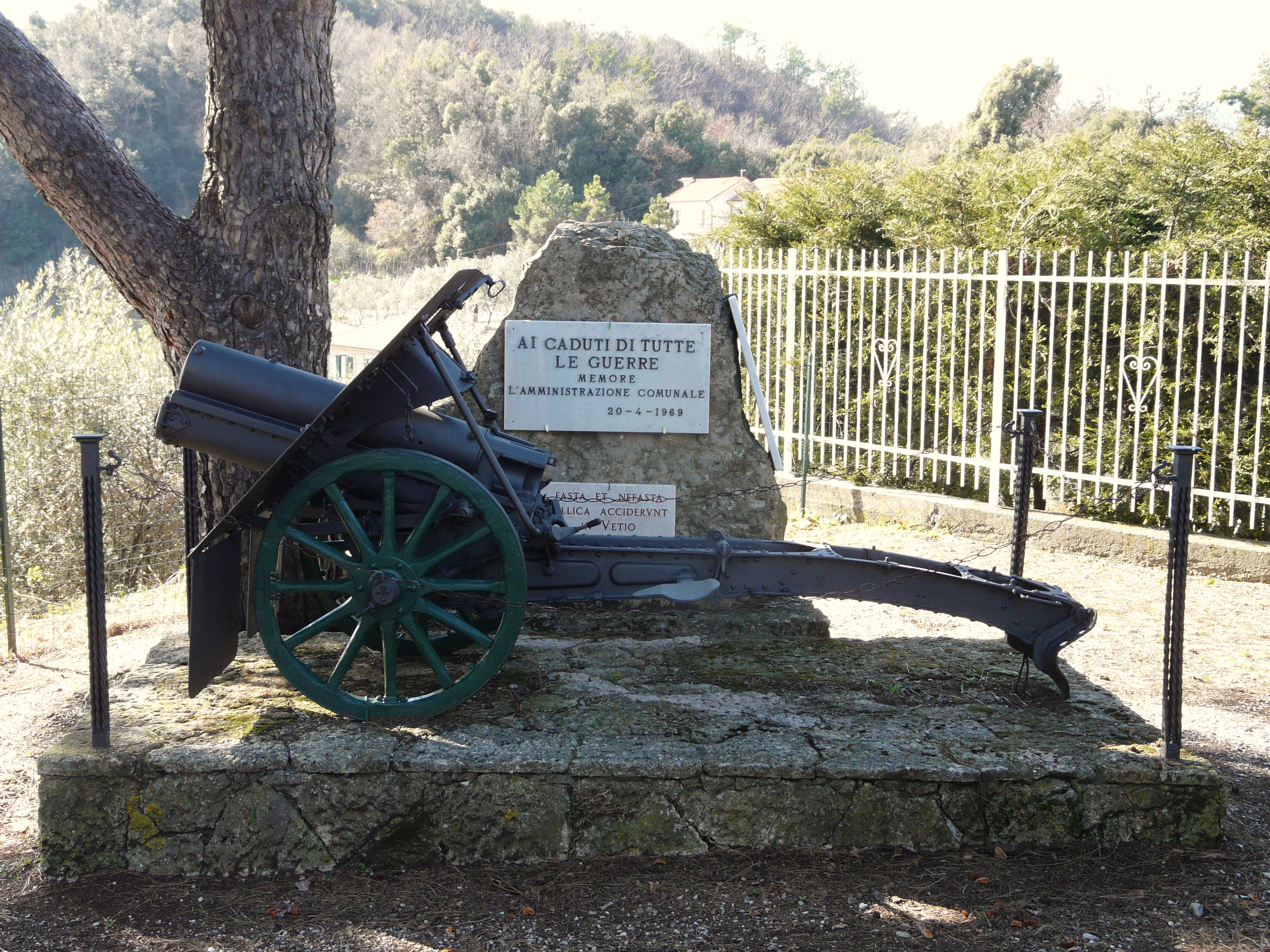
Obice да 75/13 Modello 15 в качестве памятника в коммуне Вецци-Портио

На германской службе орудия заслужили нелестные отзывы из-за своей хрупкости. Причиной тому была транспортировка орудия на конной тяге, которая рассматривалась австрийцами только как резервная, из-за чего разборное на 6 частей орудие быстро разрабатывалось и требовало ремонта. Пережившие первую мировую войну пушки затем использовались рейхсвером и вермахтом. После 1938 года парк GebK 15 пополнился за счёт австрийских пушек и чехословацких пушек и вырос в целом до 254 единиц. Принадлежавшие ранее австрийской армии пушки получили обозначение GebK 15(ö), а чешские — GebK 15(t). В 1941 году к ним присоединились орудия, захваченные у югославской армии, обозначавшиеся GebK 259(j), а в 1943-м — итальянские GebK 259(i). Последними GebK 15, ставшими трофеями немцев, стали несколько десятков орудий словацкой армии, захваченных после подавления Словацкого национального восстания в 1944 году.
Одним из наиболее активных пользователей М15 была Италия, захватившая в ходе Первой мировой 392 такие пушки, а ещё 258 орудий и 55 стволов получила как репарации. Помимо этого, в 1938 году Италия купила ещё 96 таких пушек чехословацкого производства. В итальянской армии эти орудия получили обозначение Obice да 75/13 Modello 15. После заключения перемирия между Италией и силами союзников, орудия «75/13» оказались на вооружении как частей армии Итальянской социальной республики, так и оставшихся лояльными королю итальянских войск, сражавшихся на стороне союзников. После войны 203 орудия прошли ремонт в Туринском арсенале и поступили на вооружение альпийских бригад, и были сняты с вооружения только в 1964 году.

## Конструкция
Для транспортировки на вьюках, которая бралась за основной способ доставки орудий, пушка была сделана с возможностью быть разобранной на 6 частей. Для большего уменьшения массы вьюков ствол пушки сделали разъёмным — он состоял из внутренней трубы и толстостенного кожуха, скреплённых байонетным соединением. Затвор — полуавтоматический горизонтальный клиновой.

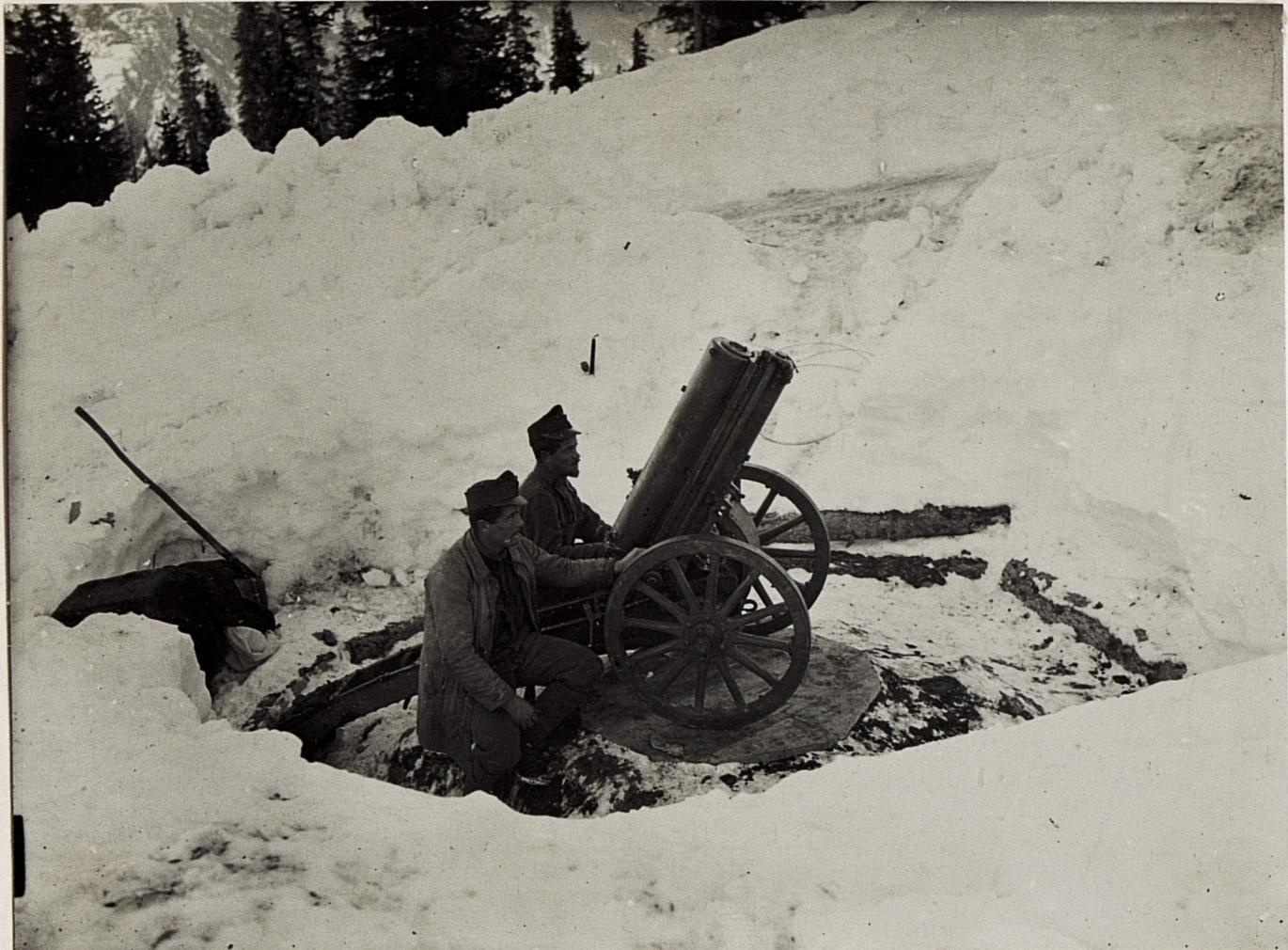
Высокий угол наводки позволял использовать GebK 15 в роли лёгкой гаубицы.

Конструкция лафета обеспечивала большой угол возвышения — до 56 градусов, необходимый для боевых действий в горной местности. Кроме того, большой угол наводки позволял использовать пушку и в качестве лёгкой гаубицы. Расширению тактических возможностей пушки способствовало и раздельное заряжание (в боекомплект входили четыре переменных заряда).
Лафет однобрусный коробчатый, клёпаной конструкции. Для перевозки на вьюках он разбирался на две части — переднюю (140 кг) и заднюю (130 кг). Передняя часть лафета содержала также колёсную ось и механизмы наведения. Механизмы наведения снабжались устройствами для блокировки, применяемыми при транспортировке орудия на колёсах. Слева от механизма наводки монтировался панорамный прицел M 8 Geschützaufsatz, взятый от горной гаубицы М 8/10. По бокам переднего лафета имелись два сиденья для наводчика и замкового. Задний лафет снабжён мощным сошником. Колёса диаметром 800 мм и массой около 24 кг имели смешанную конструкцию: ступица и шина — металлические, остальные части — из твёрдой древесины.
Для защит расчёта от осколков, пушка могла быть оснащена съёмным бронированным щитом толщиной 4,2 мм и размером 1,28×1,40 м, защищавшим от винтовочных пуль (с расстояния не менее 100 м), а также шрапнели и осколков.

## Боевое применение
М15 активно применялась во время боёв на Итальянском фронте, где превосходно себя зарекомендовало. Небольшие габариты и масса отлично подходили для горных условий. Вполне приемлемыми считались и поражающие средства боеприпасов.
В начале 1918 года для ведения боевых действий в Румынии, было расформировано несколько горных артполков, а их дивизионы перешли в состав пехотных дивизий. Там М15 применялись в качестве орудия непосредственной поддержки пехоты.
В вермахте GebK 15 были на вооружении горнопехотных дивизий, чей артиллерийский полк включал в себя четыре дивизионов, два из которых (по две батареи) комплектовались 75-мм горными пушками. Сходную организацию имели и артиллерийские полки лёгких пехотных дивизий. Кроме того, GebK 15 поступали в воздушно-десантные части. Со временем, оттуда их вытеснили более совершенные и компактные безоткатные орудия, а в горнопехотные и лёгкие пехотные дивизии переоснащались новыми 75-мм горными орудиями GebG 36. Орудия GebK 15 применялись 1-й горнопехотной дивизией в Польской кампании и во время блицкрига на Западе, 2-й и 3-й дивизиями во время оккупации Норвегии, а также 5-й и 6-й горнопехотными дивизиями в ходе боёв в Греции и высадки на Крите весной 1941 года.
Итальянцы активно применяли Obice 75/13 Mod. 1915 во время войны с Абиссинией, где в общей сложности было задействовано 394 орудия. Кроме того, батарея этих орудий участвовала в гражданской войне в Испании. Во время Второй мировой войны 608 Obice 75/13 Mod. 1915 приняли участие в боевых действиях против Греции, а 72 орудия, находясь в составе артиллерийских частей альпийских дивизий «Юлия», «Тридентина» и «Кунензе», попали на Восточный фронт.
В значительных количествах GebK 15 попала в состав армий стран, образовавшихся после распада Австро — Венгерской империи. Так, в Австрии этими пушками были укомплектованы не только только горно-артиллерийские дивизионы, но и часть подразделений обычной полевой артиллерии.

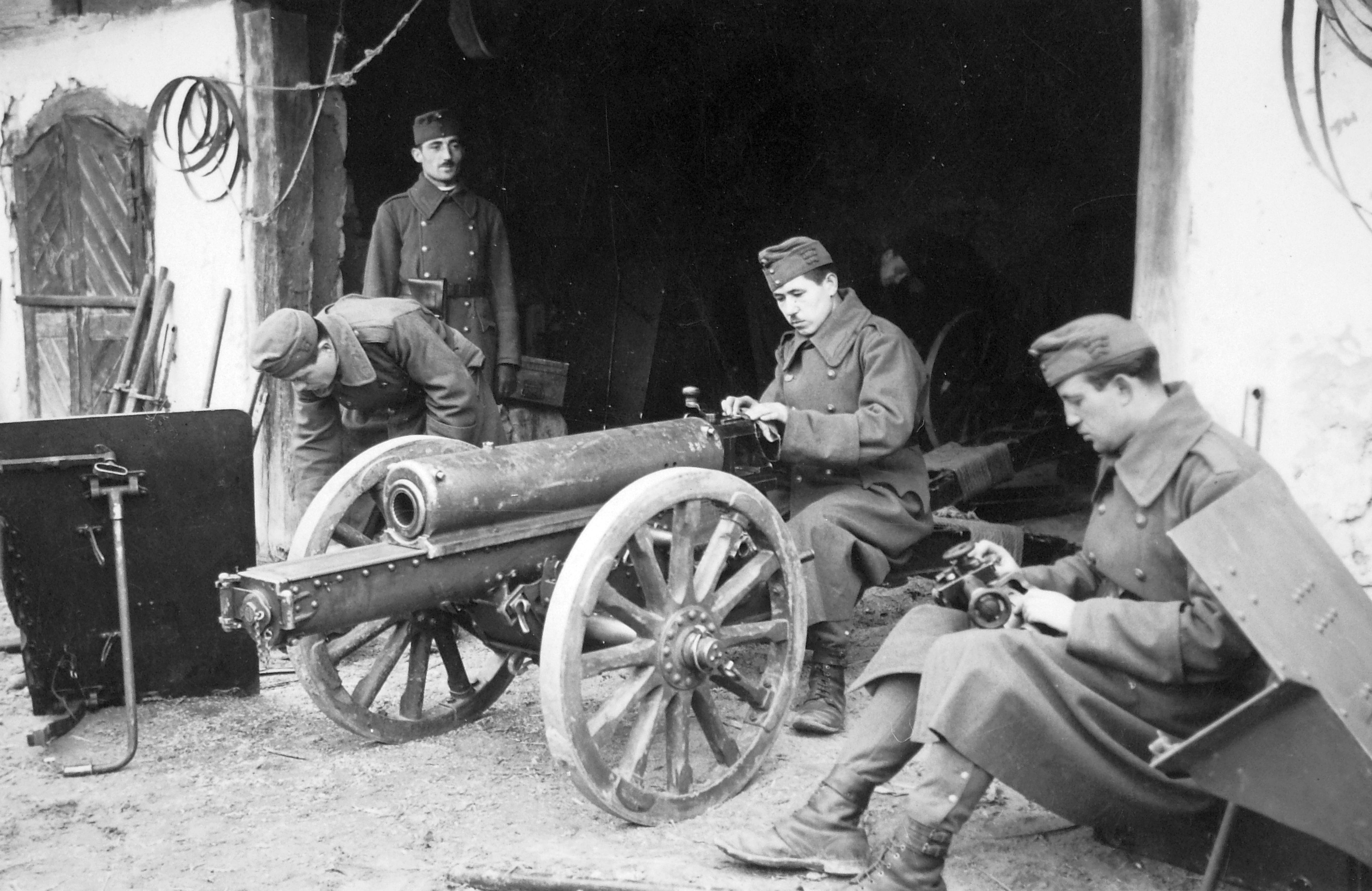
Венгерские артиллеристы и полуразобранная 7,5 cm Hegyi ágyú 15/31M, 1942 год.

Чехословакия, на территории которой остался завод — производитель GebK 15, приняла эти пушки на вооружение под обозначением 7,5cm horský kanon vz. 15. По наследству от императорско — королевской армии чехословакам досталось 58 орудий, к которым затем прибавилось ещё 240 произведённых на Skoda в 1921—1924 годах. Эти пушки применялись в боях против соседей новорождённой республики — поляков и венгров. Горными орудиями оснастили бронепоезда «Брно», «Братислава» и «Генерал Штефаник». Весной 1920 года чехословаки обзавелись двумя канонерскими лодками — OMd 1 и OMd 2, основное вооружение которых состояло из двух орудий vz. 15 на тумбовых установках (без щитов). В эпоху Интербеллума, vz. 15 были основной артиллерийской системой, находившейся на вооружении 12 горных артиллерийских дивизионов (в каждом было по две батареи таких пушек). К осени 1938 года чехословацкая армия располагала 235 пушками vz. 15.
После оккупации Чехии и провозглашения независимости Словакии последняя получила в своё распоряжение оставшиеся от чехословацкой армии 112 пушек vz. 15 , 13 из них сразу же передали немцам, а ещё 96 было отправлено на склады хранения. «Быстрая бригада» (словац. Rýchla brigáda), созданная 25 июня 1941 года для участия в операции «Барбаросса», получила одну четырёхорудийную батарею пушек vz. 15. Затем, уже в составе словацкой охранной дивизии, нёсшей службу на территории Украины и Белоруссии, появился дивизион таких пушек — 12 орудий. Всего же по состоянию на апрель 1944 года на Восточный фронт было оправлено 55 пушек vz. 15, из них 28 потеряно.

## Страны — эксплуататоры
- Австро-Венгрия
- Австрия — 36 шт.
- Королевство Венгрия — под обозначением 75-мм Hegyi ágyú 15М; модернизированные пушки обозначались как 7,5 cm Hegyi ágyú 15/31M.
- Чехословакия — 235 шт. к 1938 году[5]
- Первая Словацкая республика — 112 пушек попали в руки словакам после роспуска чехословацкой армии.
- Болгария — 124 шт.[6] Местное обозначение — 7.5-см D/15 Planinsko orudie Skoda обр. 1915 g.
- Албания — получены из Италии.[5]
- Италия — 660 орудий[6]; трофейные, произведённые на Неапольском арсенале и купленные у чехов; местное наименование Obice dа 75/13 Modello 15
- Румыния — 75-мм Hegyi ágyú 15 м; получены по репарациям.[5]
- Турция — 144 орудия, приобретены у Австро-Венгрии. В турецкой армии обозначалось как Skoda 75mm L15.4.[6]
- Королевство Югославия — 12 орудий под наименованием Brdski 75 мм. M-15.